# Große Kinigat
Große Kinigat (wł. Monte Cavallino) – szczyt w Alpach Karnickich. Leży na granicy między Austrią (Tyrol Wschodni) a Włochami (prowincja Belluno).
W 1979 na szczycie wzniesiono krzyż. Przedsięwzięcie to było sponsorowane przez społeczności zarówno ze strony austriackiej jak i włoskiej. Znajduje się tam też tablica z napisem po włosku i niemiecku: "Nigdy więcej wojny". W Europie krzyż ten stał się symbolem pokoju między dwoma niegdyś walczącymi narodami.